# Pfarrkirche St. Stefan bei Niedertrixen

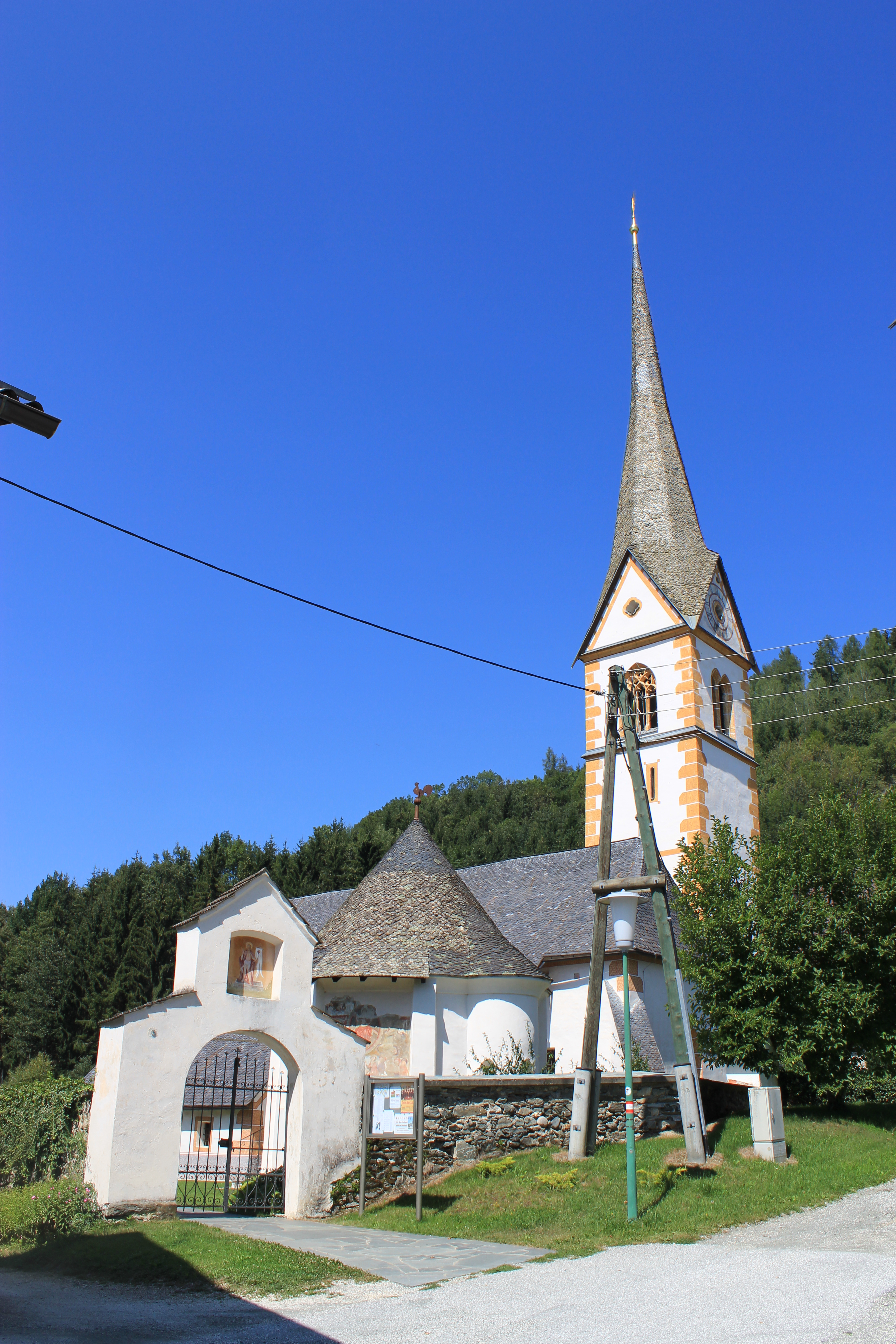

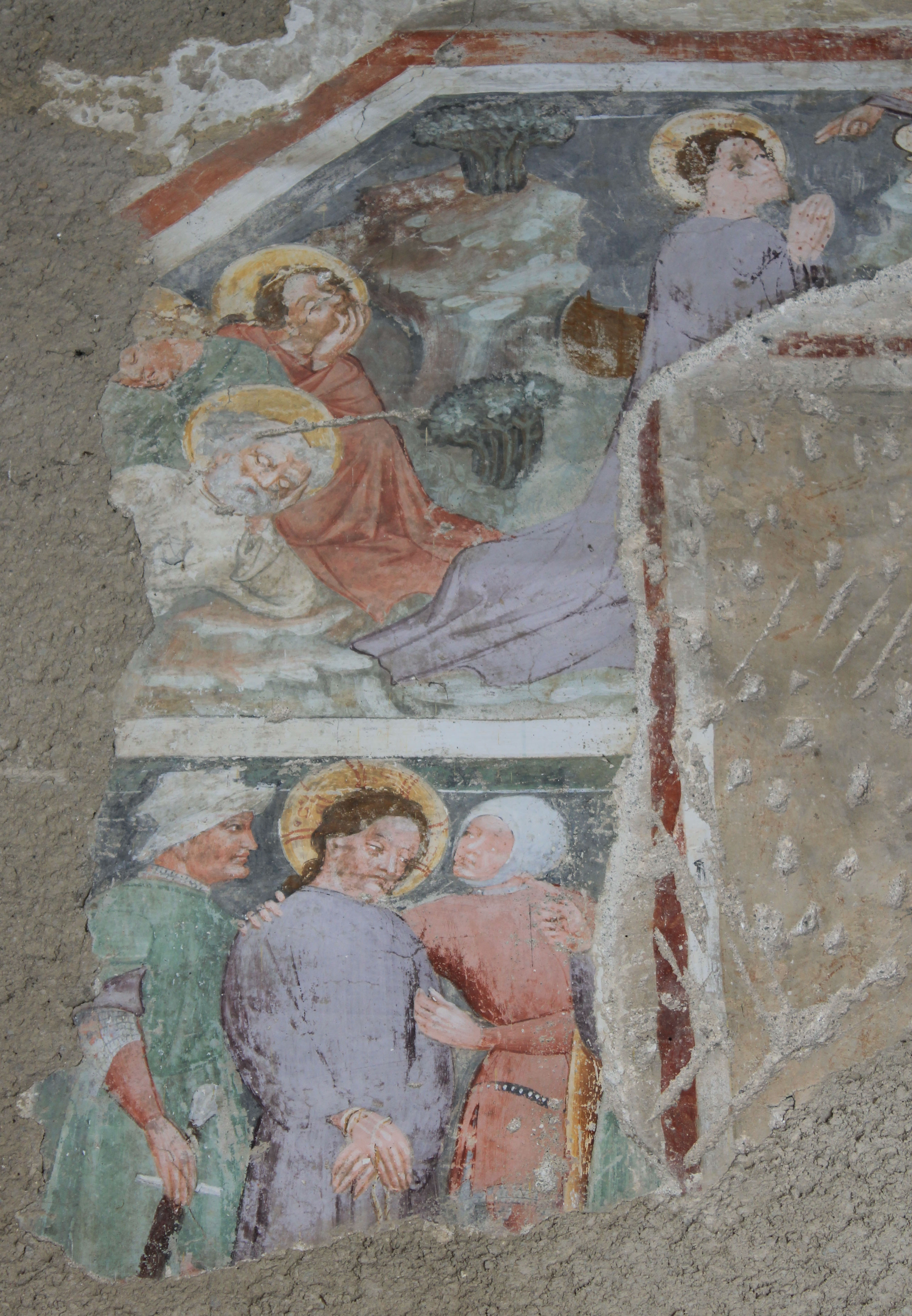
Passionsfresko

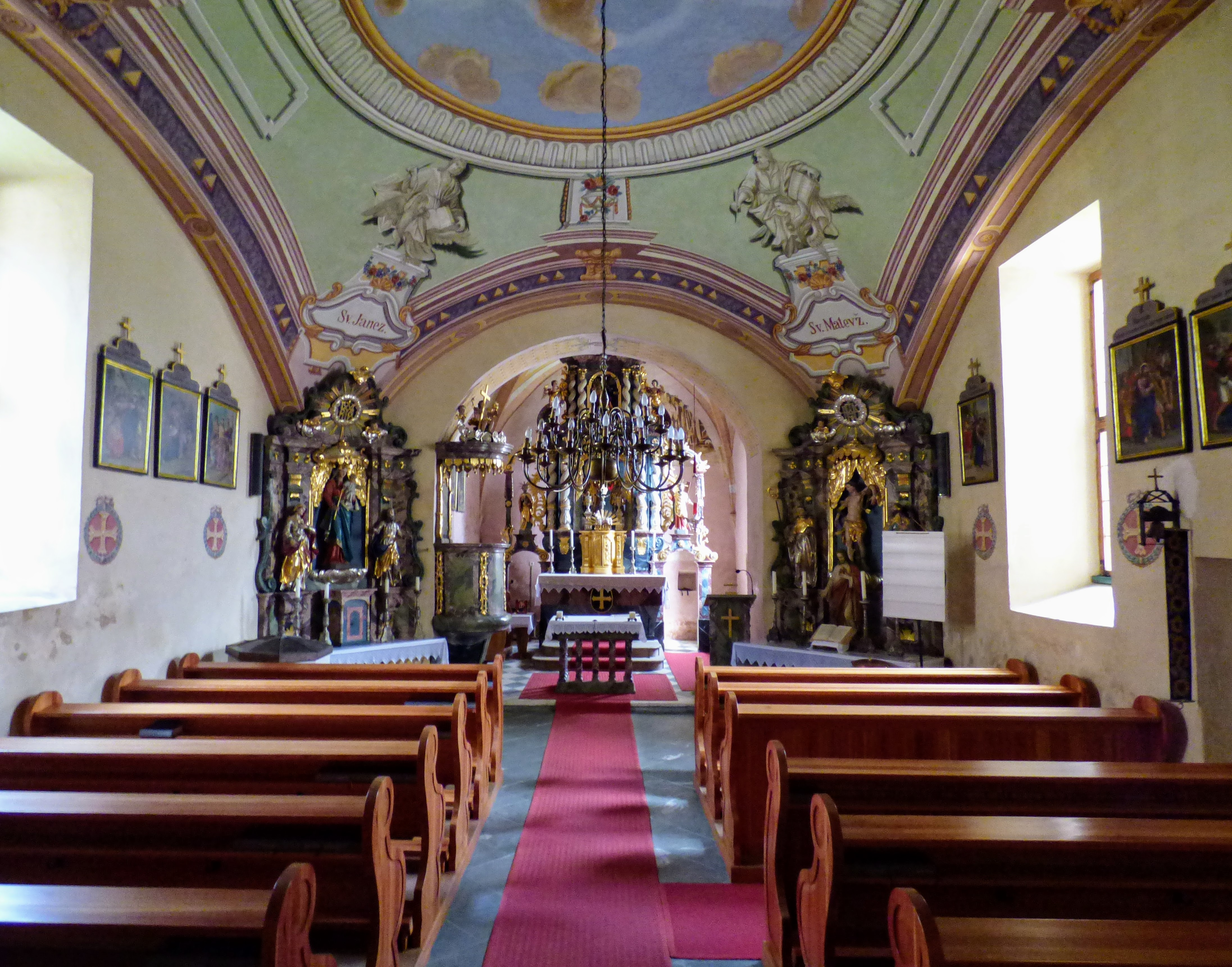
Kircheninneres

Die Pfarrkirche St. Stefan bei Niedertrixen in der Stadtgemeinde Völkermarkt wurde erstmals um 1200 in einem St. Pauler Traditionskodex als Maximilianskirche genannt. 1231 wurde die Kirche dem Kollegiatkapitel Völkermarkt einverleibt und das Patrozinium auf den heiligen Stephanus geändert. Zur Pfarre gehören die Filialkirchen von St. Martin und von Wandelitzen.

## Baubeschreibung
Die Kirche ist ein im Kern romanischer, geosteter Bau, der in der Gotik und im Barock verändert wurde. Das Gebäude ist eine Saalkirche, der Chor hat einen geraden Schluss. Südlich an das Langhaus sind eine Sakristei und eine Vorlaube mit dem Aufgang zur Empore angebaut. Der spätgotische Turm nördlich des Chors besitzt reiche dreibahnige Maßwerkfenster und wird von einem sechseckigen Spitzhelm bekrönt. Neben dem südlichen Schallfenster ist eine Granate aus der Zeit des Kärntner Abwehrkampfes konserviert. Die Glocke wurde 1603 von Georg Fiering gegossen. Das Dach ist mit Steinplattln gedeckt.
An der südlichen Schiffsaußenwand befinden sich bedeutende Wandmalereireste, die durch den Dachstuhl der Sakristei verdeckt waren und heute von der Vorhalle aus sichtbar sind. Die um 1440/50 gemalten Fresken zeigen Teile der Genesis, die Ölbergszene, die Gefangennahme Christi und den Schmerzensmann, umgeben von vier Heiligen sowie Rankenornamente.
Über dem Langhaus spannt sich ein großes Platzlgewölbe aus dem späten 18. Jahrhundert, über der barocken Orgelempore aus dem 17. Jahrhundert ein queroblonges Platzl. Die Empore selbst ruht dreiachsig auf Pfeilern und ist mit Platzln zwischen Gurtbögen unterwölbt. Die Emporenbrüstung schwingt leicht vor. Ein rundbogiger Triumphbogen verbindet das Langhaus mit dem Chor. Das Chorquadrat ist mit einem Kreuzrippengewölbe aus dem 14. Jahrhundert, die südliche Sakristei mit einer Stichkappentonne überwölbt.
Die stark übermalten Deckengemälde im Langhaus stammen wahrscheinlich aus der Barockzeit und zeigen die Marienkrönung, in den Zwickeln die vier Evangelisten. In den Gewölbekappen des Chores sind gemalte Kartuschen mit Puttenköpfen zu sehen. 1996/97 wurde an der Ostwand des Chores ein 1423/24 gemalter Feiertagschristus freigelegt, der von einer Südtiroler Wandermalerwerkstätte aus dem Umkreis der Brüder Erasmus und Christophorus von Bruneck stammt und auch in Tainach tätig war. An der Südwand ein 1424/25 gemalter Apostelzyklus mit der Darstellung der Apostel Matthias, Johannes und Simon.

## Ausstattung
Der Hochaltar wurde um 1670/1680 gefertigt und im 18. Jahrhundert ergänzt. Er besteht aus einer Ädikula mit gestaffelter Doppelsäulenstellung über kleinem Sockel mit großen Konsolen. Über dem Segmentgiebel bildet eine kleine Ädikula den Aufsatz. Im Schrein stehen die barocken Statuen der Heiligen Sebastian und Laurentius, im Aufsatz der heilige Josef. Die Bekrönung bildet die Figur des auferstandenen Christus.
Die beiden Seitenaltäre stammen aus der Mitte des 18. Jahrhunderts. Der linke Altar trägt eine Marienstatue aus dem 19. Jahrhundert sowie die barocken Statuen der Heiligen Joachim und Anna. Am rechten Altar stehen die Skulpturen der Heiligen Sebastian, Leonhard und Rochus aus der Mitte des 18. Jahrhunderts.
Zur weiteren Kirchenausstattung zählen ein um 1510 entstandenes, monumentales Kruzifix aus der Heiligkreuzkapelle bei Thalenstein, eine trauernde Maria sowie eine Maria Magdalena von einer barocken Kreuzigungsgruppe, ein um 1480 entstandenes Taufbecken mit profiliertem Schaft und eine Kanzel aus der zweiten Hälfte des 18. Jahrhunderts.

## Karner

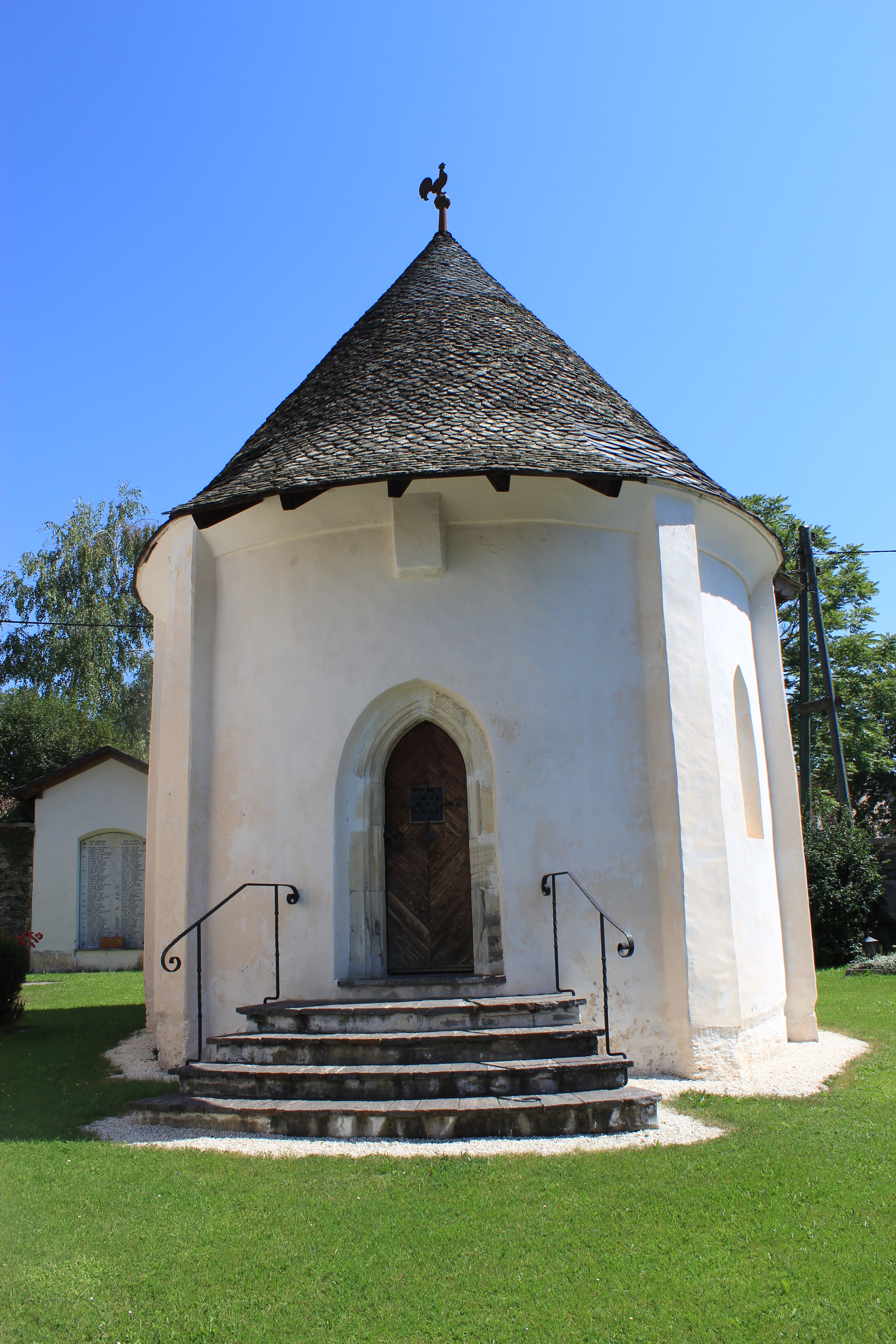
Karner

Der Karner südöstlich der Kirche ist ein frühgotischer Rundbau mit Strebepfeilern, halbrunder Konsolapsis, Lanzettfenstern und einem spitzbogig profilierten Portal. An der Südseite ist ein Jüngstes Gericht aus dem zweiten Viertel des 15. Jahrhunderts zu sehen. Im Inneren ist der Karner von einer sechsteiligen Bandrippenkuppel überwölbt. Das Obergeschoß dient als Kriegerdenkmal und Aufbahrungshalle.
In der Friedhofsmauer ist eine römerzeitliche Grabinschrift für die Einheimischen Lotucus, Medsiecus, Spetatus und Sura eingemauert.